# Ботнерештій-Ной
Ботнерештій-Ной (рум. Botnăreștii Noi) — село в Аненій-Нойському районі Молдови. Входить до складу комуни, адміністративним центром якої є село Кірка.

## Населення
За даними перепису населення 2004 року у селі проживали 142 особи.
Національний склад населення села:
| Національність | Кількість осіб | Відсоток |
| -------------- | -------------- | -------- |
| молдавани      | 96             | 67,6%    |
| українці       | 35             | 24,6%    |
| росіяни        | 10             | 7,0%     |
| гагаузи        | 1              | 0,7%     |
| Всього         | 142            | 100%     |